# 拉科維奇
50°26′21″N 29°27′54″E / 50.43917°N 29.46500°E
拉科維奇（烏克蘭語：Раковичі）是烏克蘭北部的村莊，隸屬日托米爾州的日托米爾區。該村面積1.15平方公里，海拔高度175米，2001年人口222，人口密度每平方公里193.21人。